# Каргалейру, Мануэл
Мануэл Каргалейру (порт. Manuel Cargaleiro; 16 марта 1927[…], Вила-Велья-ди-Родан, Каштелу-Бранку — 30 июня 2024, Каштелу-Бранку) — португальский художник, создававший произведения керамики и живописи. Каргалейру учился как самоучка. Он производил глиняные квадраты, португальские азулежу, искусство, которое до сих пор имеет своё значение в Португалии и было завезено арабами на Пиренейский полуостров. 
В 1957 году он поселился во Франции — эта страна стала его домом. На него повлияли художники Парижской школы, такие как Делоне, Эрнст, Вазарели и Клее. Его композиции основаны на геометрических модулях и основных цветах, предполагающих движение в пространстве.
Мануэл Каргалейру получил награды в Португалии, Франции и Италии. В 1995 году художник создал фрески для станции метро «Елисейские поля Клемансо» в Париже. Он также работал в Музее Мануэля Каргалейру в Каштелу-Бранку, Сейшале и Равелло. Он получил признание и почёт как во Франции, так и в родной Португалии.
В 2004 году состоялось открытие Фонда-музея Мануэля Каргалейру, Музея Мануэля Каргалейру, которому художник передал в дар свои работы. Это место является важным центром керамического искусства.
Каргалейру жил и работал в Париже.
Умер 30 июня 2024 года в возрасте 97 лет.